# Matthias Berlichius

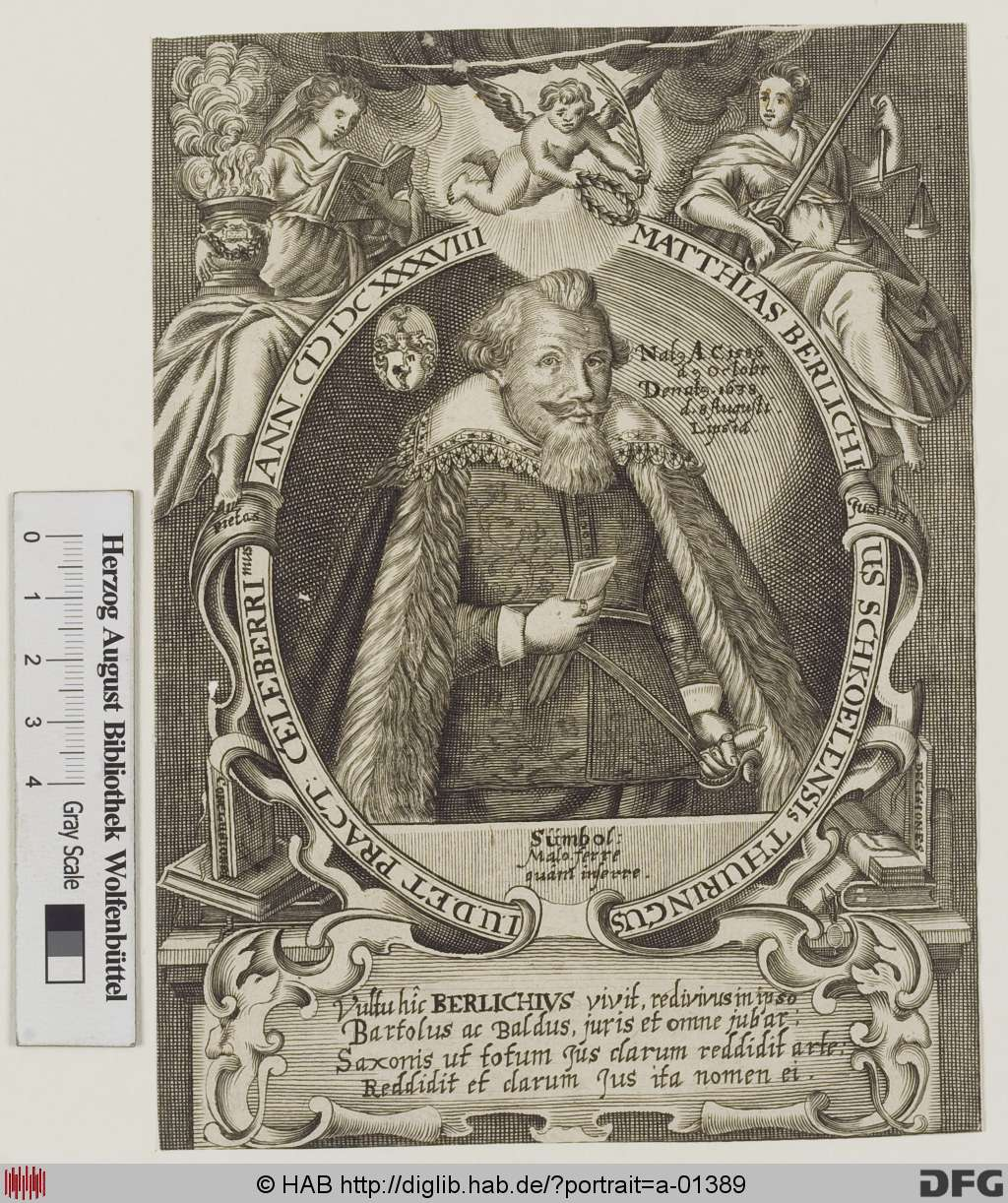
Matthias Berlichius

Matthias Berlich, latinisiert Matthias Berlichius, (* 9. Oktober 1586 in Schkölen (b. Weißenfels); † 8. August 1638 in Leipzig) war ein deutscher Rechtswissenschaftler und Anwalt.

## Leben
Matthias Berlichius' Vater Nicolaus Berlichius war Bürgermeister von Schkölen. Seine Mutter war Marie Berlichius (geb. Kodritzsch) (1555–1633), Tochter des Landrichters Egidius Kodritzsch in Seidewitz und von Catharina Vogt.
Er studierte Rechtswissenschaften in Jena und Marburg, an letzterem Ort unter Hermann Vultejus. Die Promotion erfolgte 1610. Ab 1611 war er Anwalt und Rechtskonsulent in Leipzig. Auch hielt er dort Privatvorlesungen. Berlichius heiratete am 25. Juli 1612 Christina Große, Tochter des Leipziger Verlagsbuchhändlers Henning Große. Mit ihr hatte er drei Kinder:
- Anna Christina Berlich, verehelicht am 16. Januar 1632 mit Johannes Michaelis,
- Matthias Berlich, (* 3. März 1621 in Leipzig; † 12. März 1654 in Leipzig)
- Friedrich Berlich, (* 23. Mai 1624 in Leipzig; † 4. Oktober 1655 ebenda).

Er starb am Schlaganfall und wurde am 10. August 1638 in der Universitätskirche St. Pauli zu Leipzig beigesetzt.

## Juristisches Wirken
Seine Zeitgenossen bewunderten sein umfangreiches juristisches Wissen.
Sein bedeutendstes Werk waren die Conclusiones practicabiles, eine Darstellung des Gemeinen Rechts in fünf Bänden, erschienen 1615 bis 1619. Diese Abhandlung erlebte bis 1739 elf Auflagen. 1625 erschienen die Decisiones, welche die damalige sächsische Rechtspraxis wiedergeben. Einflussreich war Berlichius auf dem Gebiet des Strafrechts, wobei sein Ziel eine genaue Wiedergabe der Straftatbestände war.
Benedikt Carpzov der Ältere orientierte sich inhaltlich so eng an Berlichius, dass es später hieß Nisi Berlichius berlichizasset Carpzovius non carpzoviasset (dt. etwa: Hätte Berlichius nicht berlichiiert, hätte Carpzov nicht carpzovieren können.).

## Verwandtschaft
Matthias Berlichius’ Neffe war Burkard Berlichius (1603–1670), Jurist und kursächsischer Beamter in Dresden. Dieser wiederum war ein Vorfahre des März-Revolutionärs Gustav Struve, des preußischen Ministerpräsidenten Otto von Manteuffel und des Feldmarschalls Edwin von Manteuffel. Die Großnichte Susanne Berlich (1647–1699), selbst religiöse Schriftstellerin, ehelichte am 30. August 1663 den Juristen Georg Adam Struve.